# Ievguenia Moudraïa
Ievguenia Moudraïa, née Romaniouta le 22 janvier 1988 à Toula et nommée Aougoustinas pendant un temps, est une coureuse cycliste russe, spécialiste de la piste.

## Palmarès sur piste

### Jeux olympiques
- Londres 2012
  - 10e de l'omnium

### Championnats du monde
- Apeldoorn 2011
  - 10e de l'omnium
  - 11e de la poursuite par équipes
- Melbourne 2012
  - 6e de l'omnium
  - 10e de la poursuite par équipes
- Minsk 2013
  -  Médaillée de bronze du scratch
  - 5e de la poursuite par équipes
- Cali 2014
  -  Médaillée de bronze du scratch
  - 7e de la poursuite par équipes
- Saint-Quentin-en-Yvelines 2015
  - 9e de la course aux points
  - 13e du scratch
- Londres 2016
  - 6e du scratch
- Hong Kong 2017
  - 17e du scratch[1]
- Apeldoorn 2018
  - 7e du scratch[2]
- Pruszków 2019
  - 13e du scratch

### Coupe du monde
- 2007-2008 
  - 1re de la poursuite par équipes à Sydney
  - 2e de la poursuite par équipes à Pékin
  - 2e du scratch à Los Angeles
- 2008-2009 
  - 1re de la course aux points à Melbourne
  - 1re du scratch à Pékin
  - 3e du scratch à Melbourne
  - 3e de la poursuite par équipes à Pekin
- 2009-2010 
  - Classement général du scratch
  - 1re du scratch à Melbourne
  - 2e du scratch à Manchester
  - 3e du scratch à Pékin
  - 3e de la course aux points à Manchester
- 2011-2012
  - 1re de l'omnium à Astana
  - 1re de l'omnium à Pékin
- 2013-2014
  - 3e du scratch à Guadalajara
- 2016-2017
  - Classement général du scratch
  - 2e du scratch à Cali
  - 3e du scratch à Glasgow

### Championnats d'Europe
| Édition / Épreuve                | Poursuite par équipes | Course aux points | Scratch | Omnium endurance | Course à l'élimination |
| Fiorenzuola 2005 (juniors)       |                       |                   | Argent  |                  |                        |
| Athènes 2006 (juniors)           |                       | Argent            | Bronze  |                  |                        |
| Pruszków 2008 (espoirs)          |                       |                   | Bronze  |                  |                        |
| Minsk 2009 (espoirs)             |                       |                   | Bronze  |                  |                        |
| 2009                             |                       |                   |         | Or               |                        |
| Saint-Pétersbourg 2010 (espoirs) |                       |                   | Bronze  |                  |                        |
| Apeldoorn 2011                   |                       | Or                |         |                  |                        |
| Panevėžys 2012                   |                       | Argent            |         |                  |                        |
| Apeldoorn 2013                   | Bronze                |                   |         |                  |                        |
| Baie-Mahault 2014                | Argent                |                   | Or      |                  |                        |
| Granges 2015                     | Argent                |                   |         |                  |                        |
| Berlin 2017                      |                       |                   | Bronze  |                  | Argent                 |
| Glasgow 2018                     |                       |                   |         |                  | Bronze                 |

### Jeux européens
| Édition / Épreuve | Omnium |
| Minsk 2019        | Argent |

### Championnats nationaux
- 2008
  -  Championne de Russie du scratch
- 2011
  -  Championne de Russie de poursuite par équipes
  -  Championne de Russie d'omnium
- 2013
  -  Championne de Russie d'omnium
- 2016
  -  Championne de Russie d'omnium
- 2017
  -  Championne de Russie de poursuite par équipes
  -  Championne de Russie du scratch
- 2018
  -  Championne de Russie de poursuite par équipes